# John Brisbin
John Brisbin (* 13. Juli 1818 in Sherburne, Chenango County, New York; † 3. Februar 1880 in Newark, New Jersey) war ein US-amerikanischer Politiker. Im Jahr 1851 vertrat er für einige Wochen den Bundesstaat Pennsylvania im US-Repräsentantenhaus.

## Werdegang
Nach seiner eigenen Schulausbildung unterrichtete John Brisbin selbst für einige Zeit als Lehrer. Nach einem anschließenden Jurastudium und seiner Zulassung als Rechtsanwalt begann er um das Jahr 1843 in Tunkhannock in diesem neuen Beruf zu arbeiten. Politisch wurde er Mitglied der Demokratischen Partei.
Nach dem Tod des Abgeordneten Chester Pierce Butler wurde Brisbin bei der fälligen Nachwahl für den elften Sitz von Pennsylvania als dessen Nachfolger in das US-Repräsentantenhaus in Washington, D.C. gewählt, wo er am 13. Januar 1851 sein neues Mandat antrat. Bis zum 3. März desselben Jahres konnte er die letzten Wochen der laufenden Legislaturperiode im Kongress absolvieren. Danach musste er das Mandat an Henry Mills Fuller abtreten, der im November 1850 die regulären Kongresswahlen gewonnen hatte.
Von 1863 bis 1867 fungierte John Brisbin als Präsident der Delaware, Lackawanna and Western Railroad. Danach war er weiterhin im Vorstand und Berater dieser Eisenbahngesellschaft. Er starb am 3. Februar 1880 in Newark.